# Botany Downs

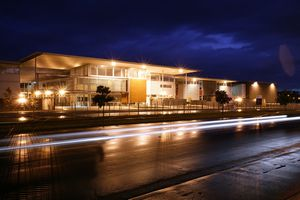
Vue nocturne du collège secondaire de Botany Down

Botany Downs est un faubourg de la cité d'Auckland, située dans l'île du Nord de la Nouvelle-Zélande. 
Ce quartier résidentiel faisait auparavant partie de la région d'East Tamaki.

## Population
Selon le recensement de 2006, Botany Downs a une population de 4830 habitants, après avoir connu une croissance de 2,7% depuis 2001.

## Activité
Il possède l'un des plus grands centres commerciaux du pays, le Botany Town Center. La banlieue se trouve dans le quartier Howick, l'une des 13 divisions administratives de la cité d'Auckland. Depuis 2008, un électorat général, Botany, porte le nom de la banlieue.  

## Ėducation
- College Sancta Maria (en) est un établissement secondaire mixte (allant de l'année  7 à 13): c'est une école intégrée au système public avec un taux de décile de 8 et un effectif de 854 élèves[1].
- collège chrétien Elim (en) est une école chrétienne, mixte, avec des élèves entrant pour la 1e à la 13 e année , intégrée dans le système public. Elle un taux de décile de 9 et un effectif de 550 élèves avec la première étape de l'effectif ayant grossi à partir de 2011 [2].
- collège secondaire de) Botany Downs (en) est une école secondaire publique, mixte, (allant de l'année 9 à 13), avec un taux de décile de 9 et un effectif de 1835 élèves[3].
- Willowbank Primary School:c'est une école primaire (allant de l'année 1 à 6).
- Botany Downs Primary School.
- Point View School est une école d'état, mixte, contribuant au primaire (allant de l'année 1 à 6) avec un taux de décile de 10 et un effectif de 778 élèves[4].